# Harlan Howard
Harlan Howard Perry (8. září 1927, Detroit[zdroj?] – 3. března 2002) byl americký textař. Během své kariéry trvající téměř šedesát let napsal mnoho písní především z oblasti country hudby, které byly nahrány různými umělci. V roce 1997 byl uveden do Country Music Hall of Fame.

## Diskografie
- 1961: Harlan Howard Sings Harlan Howard
- 1965: All Time Favorite Country Songwriter
- 1967: Mr. Songwriter
- 1967: Down to Earth
- 1971: To the Silent Majority with Love
- 1981: Singer and Songwriter